# Англоамерика
Англоамерика (енгл. Anglo-America) је термин који се користи за означавање оних делова Америке у којима је главни говорни језик енглески, а протестантизам је доминантна конфесија, због значајних историјских, лингвистичких и културних веза с Енглеском, тј. Британским острвима. Термин Англоамерика се користи као супротност термину Латинска Америка, у којој превладавају романски језици — шпански и португалски, а доминантна конфесија је католицизам.
Англоамерика искључиво обухвата Сједињене Америчке Државе и Канаду, тј. земље које творе северни део Северне Америке. Белизе, Гвајана, Јамајка и неколико карипских држава се понекад убрајају у шире значење Англоамерике, иако су географски ближе, или у Јужној Америци. Када се говори о тој широј групи држава понекад се користи термин Англофонска Америка.

## Становништво
Староседеоци Америке су Индијанци, Инуити (Ескими) и Алеути. Први европски народи који су се населили на простору Англоамерике били су Шпанци, Енглези и Французи.
1776. - 13 британских колонија усваја Декларацију независности и оснива САД.
Густина насељености је 18,3 становника по километру квадратном, а природни прираштај износи око 6%.
Становништво САД и Канаде формирало се углавном досељавањем и може се издвојити 5 периода:
- период до 1900. године - овај период обележило је досељавање Енглеза, Ираца и Шкота (њихови потомци данас чине 43% становништва)
- од 1900. до 1925. - у овом периоду доселило се 17 милиона људи
- од 1926. до 1950. - у овом периоду доселило се само 3 милиона људи због закона из 1926.
- од 1951. досељавање се опет појачало због досељавања избеглица из послератне Европе
- од 1980. појачано досељавање из источне Европе, Африке и Азије

-такође од 17. до 19. века доведено је око 900 000 црначких робова.
-Кад је откривен Амерички континент на њега су насељавани:
- припадници разних верских секти
- трговци
- робијаши
- ратна сирочад  ...

-Канада је водила политику мултикултурног развоја то јест сви досељеници сачували су везе са домовином и своје културне традиције.
Енглески и француски језик су у службеној употреби и равноправни су.